# Kraj
Kraj (pronuncia: [kraɪ̯]) è un termine in uso in molte lingue slave per indicare una divisione amministrativa; un territorio o una regione.

## Russia
In Russia kraj (in russo край? ) è un termine utilizzato per riferirsi a nove entità federali della Russia: Altaj, Zabajkal'e, Kamčatka, Krasnodar, Krasnojarsk, Perm', Litorale, Stavropol' e Chabarovsk.

## Repubblica Ceca e Slovacchia
In Repubblica Ceca, in Slovacchia e, storicamente, in Cecoslovacchia il kraj (plurale: kraje) è la più alta unità amministrativa presente nel territorio.
Il termine è spesso tradotto con regione, per la somiglianza con la regione italiana, oppure con contea.
Un kraj è suddiviso in okresy (distretti).
Il primo kraj venne creato nel 1949 in Cecoslovacchia, è esistito ed è in vigore ancora oggi (eccetto per un breve periodo all'inizio degli anni novanta), anche se con qualche modifica.